# Harardhere (região)

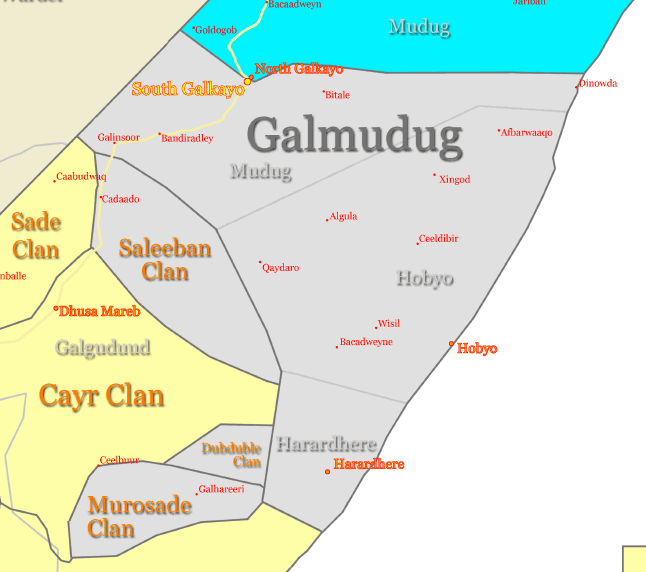
Mapa das Regiões de Galmudud com Harardhere ao sul

Harardhere é uma região do auto-declarado autônomo estado de Galmudug, localizado dentro da Somália. Sua capital é a cidade de Harardhere. A região de Harardhere fazia parte da região somali de Mudug.
Harardhere é banhada pelo Oceano Índico a leste e faz divisa ao norte com a região de Hobyo e ao sul e oeste com a região de Galguduud, controlada pelo Governo de Transição Federal.